# Medal Pamiątkowy Wielonarodowej Dywizji Centrum-Południe w Iraku
Medal Pamiątkowy Wielonarodowej Dywizji Centrum-Południe (właściwie wg nazwy oryginalnej odznaka) (ang. Multinational Division Central-South Commemorative Badge) – polskie odznaczenie niepaństwowe ustanowione jesienią 2003 roku przez Dowódcę Wielonarodowej Dywizji Centrum-Południe w Iraku gen. broni Andrzeja Tyszkiewicza. 

## Zasady nadawania
Medal mogli otrzymać żołnierze służący w dywizji i cywile współpracujący z dywizją, po wysłużeniu okresu 90 dni w strefie operacyjnej południowo-centralnej (po każdych następnych 90 dniach przysługiwało okucie w postaci liczby oznaczającej krotność odsłużonego okresu, którą wpinano we wstążkę pełnego odznaczenia bądź w baretkę). Odznaczenie nadawano bez względu na narodowość czy płeć. Do Medalu dołączano certyfikat (legitymację) odznaczenia.
Nadawanie medalu rozpoczęto w styczniu 2004, a zakończono po rozformowaniu dywizji w 2008.

## Opis
Odznaczenie stanowi okrągły medal z metalu barwy stalowej. Na awersie widnieje mapa Iraku z gołąbkiem pokoju niosącym w dziobie gałązkę oliwną; pod gołąbkiem: emaliowana flaga Iraku z lat 1963–1991; w otoku napis: STABILIZATION FORCES : FOR SERVICE IN IRAQ rozdzielony dwiema pięcioramiennymi gwiazdkami. Na rewersie mapa świata nad wieńcem laurowym; w otoku napis: MULTINATIONAL DIVISION CENTRAL SOUTH i trzy pięcioramienne gwiazdki.
Medal jest zawieszony na wstążce o szerokości 36 mm, składającej się z trzech równych pionowych pasków: czerwonym, białym i czarnym (barwy Iraku).
Autorem odznaczenia wojskowego jest ppłk Mariusz Michalski (uczestnik I zmiany Polskiego Kontyngentu Wojskowego w Iraku). Medal był produkowany przez ART-MEDAL z Częstochowy.

## Zasady noszenia
W Polsce przyjęto precedencję noszenia medalu po państwowych i ministerialnych odznaczeniach polskich i zagranicznych, a przed medalami NATO, ONZ i UE.